# 土瓜灣天后廟
土瓜灣天后廟是香港九龍土瓜灣一座天后廟，1885年建成，位於下鄉道與落山道交界，現時被列作香港三級歷史建築，並由華人廟宇委員會管理。

## 歷史
土瓜灣天后廟於清朝光緒十一年（1885年）由客家漁民籌建，建於當時的海邊，近當時的土瓜灣村旁邊。建廟時所鑄的銅鐘至今仍然得以保存。該廟於1888年曾經重修，現存入口的門額「天后古廟」四字就是寫於當時。1860年代，該處有小村落叫土瓜灣村，當時可以由天后廟遠眺海心廟。後來數次小規模填海已把海岸線推出並拉直了。
1960年代，土瓜灣海心島的龍母廟因填海而拆卸，龍母像便改設於土瓜灣天后廟。

## 建築
土瓜灣天后廟屬兩進三開設計，兩旁設有廂房，天井位置則改為拜殿。而後進的屋頂有魚尾形的裝飾。
天后廟正殿供奉天后娘娘，右側的偏殿則供奉觀音、王母、龍母及列聖。